# Elisa Puricelli Guerra
Elisa Puricelli Guerra (Milano, 1970) è una scrittrice e traduttrice italiana. ma vive a Londra da diversi anni. Si è laureata in Storia Medioevale di Milano, ma nel 1988 ha scoperto la letteratura per ragazzi e da allora ha intrapreso la carriera di scrittrice. Attualmente lavora dalla sua casa di Londra come editor e traduttrice. Nel 2012 ha pubblicato i romanzi Il caso Romeo edito da Rizzoli e Cuori di carta da Einaudi Ragazzi. Ha anche scritto per le collane "Grandissimi" e "Classicini".

## Romanzi
Trilogia con protagonista Olivia:
Domitilla Dramma
- Principesse a Manhattan, Piemme, 2009
- Un principe azzurro al Central Park, Piemme, 2010
- Baci stregati a New York, Piemme, 2011

Serie di Minerva Mint:
- L'isola di Merlino, Piemme, 2012
- La compagnia delle civette, Piemme, 2012
- La leggenda del Pirata Black Bart, Piemme, 2012
- La città delle lucertole, Piemme, 2013
- La notte delle tartarughe azzurre, Piemme, 2013
- La foresta degli alberi parlanti, Piemme, 2013
- Il tesoro dei predoni del mare, Piemme, 2014

Serie Un divano per dodici:
- Un ciclone in salotto, Giunti Junior, 2010
- La trisnonna in cima all'albero, Giunti Junior, 2012
- La rivincita delle matrigne, Giunti Junior, 2012
- Un fidanzato via satellite, Giunti Junior, 2012
- Il tesoro di Zanzibar, Giunti Junior, 2013
- Come sopravvivere a cupido, Giunti Junior, 2023

Serie Cuore Nero:
- Cuore Nero, Piemme, 2011

Il seguito del libro "Cuore Nero", in Italia, non è stato mai pubblicato. In Messico è stato pubblicato dall'editore Alfaguara juvenil sotto il nome di "Corazon Negro 2. El chico sin destino"(Cuore nero 2. Il ragazzo senza destino), in lingua spagnola.
Libri autoconclusivi:
- Il caso Romeo, Rizzoli, 2012
- Cuori di Carta, Einaudi Ragazzi, 2012
- L'occhio del Bramino, Piemme, 2014
- L'equazione impossibile del destino, Einaudi Ragazzi, 2014
- Anna Frank, la voce della memoria, EL, 2015
- Oliver Twist di Charles Dickens, EL, 2015
- Il segreto del pettirosso, Salani Editore, 2019

Tradotti in altri paesi:
Minerva Mint (in inglese):
- Merlin's Island, 2014
- The Order of the Owls, 2014
- The Legend of Black Bart, 2014
- The city of lizards, Stone Arch Books/Capstone Young Readers, 2015
- The Night of the Blue Turtles, Stone Arch Books/Capstone Young Readers, 2015
- The Forest of Talking Trees, Stone Arch Books/Capstone Young Readers, 2015

Minerva mint (in Spagna):
- La isla de Merlín, Sm Editorial, 2013
- La societat de les olives, Sm Editorial, 2013 (catalano)
- La leyenda del pirata de Black Bart, Sm Editorial, 2013
- La Ciutat De Les Sargantanes, Cruilla, 2014 (catalano)

Serie Cuorenero (in spagnolo, Messico):
- Corazon Negro
- Corazón negro 2. El chico sin destino, alfaguara juveni, 2013

Cuori di carta:
- Kagittan Kalpler, Final Kültür Sanat Yayinlari, 2014 (in Turchia)
- Paper Heart (in Indonesia)                     Lettura al centro:
- L'equazione impossibile del destino, 2024

## Premi e riconoscimenti
- Premio Bancarellino: 2013 vincitrice con Cuori di carta[1]

Premio Nobel con il libro un divano per dodici nel 2014